# Chung So-young
 Der er for få eller ingen kildehenvisninger i denne artikel, hvilket er et problem. Du kan hjælpe ved at angive troværdige kilder til de påstande, som fremføres i artiklen.

Chung So-young (født 4. marts 1967), er en sydkoreansk badmintonspiller som deltog i de olympiske lege 1992 i Barcelona.
So-young blev olympisk mester i badminton under Sommer-OL 1992 i Barcelona. Sammen med  Hwang Hye-young vandt hun doubleturneringen for damer.